# Triancyra aciculata
Triancyra aciculata là một loài tò vò trong họ Ichneumonidae.